# Adorior
Adorior ist eine britische Extreme-Metal-Band aus Sutton, die im Jahr 1994 gegründet wurde.

## Geschichte
Die Band wurde Ende 1994 von der Sängerin Melissa Hastings und dem Bassisten Chris „Nunravager“ Hastings gegründet. Um die Band zu gründen, zogen die Mitglieder zudem vom Norden Irlands nach England. Bis Anfang 1996 vervollständigte sich die Besetzung durch das Hinzukommen des Gitarristen Tony Slut Sodomizer und des Schlagzeugers Paul Elvidge. Hastings war unter anderem auch bei Bestial Warlust und Razor of Occam aktiv. Elvidge wurde kurze Zeit später durch Dani Ben-Haim ersetzt. Ein erstes Demo erschien im Jahr 1996 unter dem Namen Beyond the Distant Blue. Daraufhin wurde das Label Head Not Found auf die Band aufmerksam, worüber 1998 das Debütalbum Like Cutting the Sleeping erschien. Es folgten Auftritte, unter anderem im Jahr 2000 zusammen mit Gospel of the Horns. Für das Jahr 2003 war das Erscheinen einer Split-Veröffentlichung Hater of Fucking Humans zusammen mit Witchmaster über Cirle of the Tyrants Records geplant, die ursprünglich in einer Auflage von 666 Stück erscheinen sollte. Jedoch erschien der Tonträger im Jahr 2004 bei dem polnischen Label Agonia Records. Das zweite Album der Gruppe folgte im September 2005 unter dem Namen Author of Incest. Eine Schallplatten-Version, die auf 500 Stück limitiert war, erschien im November. Danach folgten 2007 weitere Auftritte, unter anderem zusammen mit Axegressor und Urn. Zuvor hatte im selben Jahr der Gitarrist T. Kaos die Band verlassen und war durch Ian „Shrapnel“ Gray von Deströyer 666 ersetzt worden.

## Stil
Die Band wird oft als Black-Metal-Band bezeichnet, obwohl ihr dazu der nötige Bezug zum Satanismus fehlt. Im Interview mit Metalion in Metalion: The Slayer Mag Diaries gab Chris Hastings an, dass die Band für ihre Lieder durch Voivod, Drogen, Alkohol und Misanthropie beeinflusst wird. Hastings sieht Adorior nicht als Black-Metal-Band. Paul Elvidge schreibe allerdings ein Buch über Satanismus, Melissa Gray habe ihren eigenen satanistischen Glauben, über den sie nur bedingt spreche. Tony Slut Sodomizer interessiere das Thema nicht, sondern würde den Alkohol als seinen Gott ansehen. Hastings selbst bezeichnete sich als einen satanischen Nihilisten.

## Diskografie
- 1996: Beyond the Distant Blue (Demo, Eigenveröffentlichung)
- 1998: Like Cutting the Sleeping (Album, Head Not Found)
- 2004: Hater of Fucking Humans / Blood Bondage Flagellation (Split mit Witchmaster, Agonia Records)
- 2005: Author of Incest (Album, Agonia Records)
- 2010: Fucking in Fire / Conceived in Abhorrence (Split mit Terrorama, Nuclear War Now! Productions)